# Georg Liljewall
Georg Gideon Liljewall, född 17 januari 1848 i Stockholm, död 8 december 1928 i Lärbro på Gotland, var en svensk litograf, xylograf och silhuettklippare.
Efter avlagd examen 1873 vid Konstakademien anställdes han som tecknare vid Riksmuseets paleontologiska avdelning och han var även ritare vid museets evertebratavdelning 1888–1925 när han senare lämnade sin tjänst beviljades han statspension. Under årens lopp utförde han ett stort antal teckningar och vetenskapliga illustrationer i paleontologi och zoologi. Han utförde de flesta illustrationerna till professor Axel Lindströms arbeten om de gotländska fossilerna. Liljewalls arbeten uppmärksammades runt om i världen och han erbjöds anställning från flera amerikanska museer. Som litograf och xylograf medverkade han i första upplagan av Nordisk familjebok och som illustratör medverkade han i några barnböcker och en bok om biodling. Georg Liljewall är begravd på Lärbro kyrkogård.